# Rohan Campbell
Rohan Campbell (Calgary, Alberta, 23 de septiembre de 1997) es un actor canadiense. Es conocido por haber interpretado a Frank Hardy en la serie de 2020 The Hardy Boys, junto a Alexander Elliot como Joe Hardy, y a Corey Cunningham en la película de terror de 2022 Halloween Ends.

## Biografía y carrera
Campbell nació en Calgary, Alberta, y se crio en Cochrane. Ha aparecido en varias series de televisión como  Mayerthorpe, Klondike, Mech-X4, The 100 y iZombie. Se mudó a Vancouver a los diecisiete años.

## Filmografía

### Películas
| Año  | Título                      | Papel                    | Notas |
| ---- | --------------------------- | ------------------------ | ----- |
| 2013 | The Right Kind of Wrong     | Tyler                    |       |
| 2014 | The Valley Below            | Ben                      |       |
| 2015 | Diablo                      | Robert                   |       |
| 2016 | A Miracle on Christmas Lake | Evan                     |       |
| 2017 | Crash Pad                   | Deportista de secundaria |       |
| 2018 | Boundaries                  | Mikey                    |       |
| 2018 | The Professor               | Estudiante #4            |       |
| 2020 | Operation Christmas Drop    | Travis                   |       |
| 2021 | Broken Diamonds             | Cuchara para helado      |       |
| 2022 | Halloween Ends              | Corey Cunningham         |       |
| 2025 | The Monkey                  | Ricky                    |       |

### Televisión
| Año           | Título                            | Papel           | Notas                          |
| ------------- | --------------------------------- | --------------- | ------------------------------ |
| 2008          | Mayerthorpe                       | Tyler Stanton   | Película de televisión         |
| 2009          | Santa Baby 2: Christmas Maybe     | Joven Luke      | Película de televisión         |
| 2014          | Klondike                          | Chico           | 2 episodios                    |
| 2015          | Young Drunk Punk                  | Chico           | 1 episodio                     |
| 2015          | The Unauthorized Full House Story | Estudiante      | Película de televisión         |
| 2015          | The Reckoning                     | Willie          | Película de televisión         |
| 2015          | Dashing Through the Snow          | Justin          | Película de televisión         |
| 2016-2018     | Mech-X4                           | Dane            | 10 episodios                   |
| 2017          | Once Upon a Time                  | Chico minero    | 1 episodio                     |
| 2018          | Supernatural                      | Chico           | 1 episodio                     |
| 2019          | Unspeakable                       | Eric Doncaster  | 2 episodios                    |
| 2019          | Valley of the Boom                | Jeremy          | 1 episodio                     |
| 2019          | Project Blue Book                 | Rourke          | 1 episodio                     |
| 2019          | iZombie                           | Murphy          | 2 episodios                    |
| 2019          | The 100                           | Dave            | 2 episodios                    |
| 2019-presente | Virgin River                      | Lonergan        | 4 episodios                    |
| 2020          | Sacred Lies                       | Landon          | 2 episodes                     |
| 2020          | Snowpiercer                       | Joven carnicero | 1 episodio                     |
| 2020-2023     | The Hardy Boys                    | Frank Hardy     | Papel principal (31 episodios) |

### Videos musicales
| Año  | Título  | Artista           | Papel |
| ---- | ------- | ----------------- | ----- |
| 2024 | "Taste" | Sabrina Carpenter | Novio |